# Yusif Vəzir Çəmənzəminli

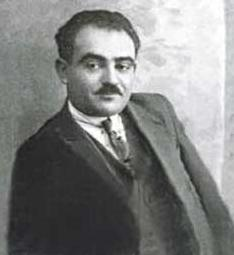
Yusif Vəzir Çəmənzəminli

Yusif Vəzir Çəmənzəminli (alternative aserbaidschanische Schreibweise Yusif Väzir Çämänzäminli; * 12. September 1887 in Şuşa, Aserbaidschan; † 1943 in Suchobeswodnaja, Oblast Gorki, Russische SFSR) war ein aserbaidschanischer Schriftsteller und Staatsmann. 

## Leben
Er gehörte der Regierung der Republik Aserbaidschan an, war 1919 Außenminister seines Landes, seit 1919 aserbaidschanischer Botschafter in der Türkei. Nach der sowjetischen Invasion in Aserbaidschan 1920 lebte er in Istanbul, ging 1923 nach Paris und kehrte über Berlin 1926 nach Aserbaidschan zurück. 1939 wurde er von der stalinistischen Regierung verhaftet und starb 1943 im Gulag-Lager Suchobeswodnaja, Oblast Gorki.

## Werke
Er schrieb u. a. Romane Fontäne der Mädchen (1934) und Im Blut (1936–37).
In Aserbaidschan und in der Türkei gilt er als Autor des berühmten Romans Ali und Nino (in Europa geht man überwiegend von der Autorschaft Lev Nussimbaums aus), der zum ersten Mal 1937 in Wien unter dem Pseudonym Kurban Said in deutscher Sprache erschien. Dieses Pseudonym verwendete zwar auch Nussimbaum, es gibt aber Hinweise darauf, dass das Werk von Çəmənzəminli geschrieben wurde.
Ali und Nino ist sowohl eine schöne und tragische Liebesgeschichte, als auch eine Geschichte der Republik Aserbaidschan und eine leidenschaftliche Liebeserklärung an das Land und sein Volk, auch wenn der Autor sehr oft gern selbstkritisch ist. Das Buch zeigt auch „Insiderkenntnisse“ über die Tätigkeit der aserbaidschanischen Regierung. Auch das weist darauf, dass dieses Buch eher vom Staatsmann und Aserbaidschaner Çəmənzəminli als vom Nussimbaum geschrieben sein könnte, da Nussimbaum 1918, als die Republik Aserbaidschan gegründet wurde, erst 13 Jahre alt war und auch später kaum einen Bezug zu Aserbaidschan hatte.
| Personendaten    | Personendaten                                     |
| ---------------- | ------------------------------------------------- |
| NAME             | Çəmənzəminli, Yusif Vəzir                         |
| KURZBESCHREIBUNG | aserbaidschanischer Schriftsteller und Staatsmann |
| GEBURTSDATUM     | 12. September 1887                                |
| GEBURTSORT       | Şuşa                                              |
| STERBEDATUM      | 1943                                              |
| STERBEORT        | Suchobeswodnaja, Oblast Gorki                     |